# Cermait
Cermait Miodousty (ir. Cearmad Mirbheoill) – z mitologii iryjskiej półboski heros z ludu Tuatha Dé Danann, syn Eochaida Praojca zwanego Dagdą, mitycznego króla Irlandii.
Został zabity przez Luga Długorękiego po tym, jak miał romans z jego żoną. Miał trzech synów: MacCuilla, MacCechta i MacGreine’a, którzy pomścili jego śmierć. Ci wspólnie stali się królami Irlandii po ich wspólnym teściu i kuzynie o imieniu Fiacha mac Delbaith.